# Undead Unluck
Undead Unluck (jap. アンデッドアンラック Andeddo anrakku) – manga autorstwa Yoshifumiego Tozuki, publikowana na łamach magazynu internetowego „Shūkan Shōnen Jump” wydawnictwa Shūeisha od stycznia 2020 do stycznia 2025. Na jej podstawie powstał serial anime stworzony przez studia David Production i TMS Entertainment, który emitowano od października 2023 do marca 2023.

## Fabuła
Fuuko Izumo jest młodą kobietą, która żyje w odosobnieniu od czasu incydentu sprzed 10 lat, w którym zginęło ponad 200 osób, w tym jej rodzice, gdy miała osiem lat. Po zakończeniu jej ulubionej mangi Fuuko postanawia popełnić samobójstwo. Dręczy ją fakt, że nikt nie może jej dotknąć z powodu jej „pechowej” zdolności, która przynosi pecha każdemu, z kim wejdzie w kontakt cielesny. Spotyka jednak „nieumarłego” mężczyznę, który posiada niesamowite zdolności regeneracyjne i pragnie umrzeć najlepszą możliwą śmiercią, nie lubiąc swojego nieśmiertelnego życia. Dla wygody Fuuko nazywa go Andy, ponieważ jest nieumarłym, i zaczynają wspólnie pracować. Wkrótce jednak stają się celem tajemniczej organizacji zwanej Union.

## Bohaterowie
- Fuuko Izumo (jap. 出雲 風子 Izumo Fūko)

Seiyū: Moe Kahara 
- Andy (jap. アンディ Andi)

Seiyū: Yūichi Nakamura 
- Juiz (jap. ジュイス Juisu)

Seiyū: Mariya Ise 
- Shen Xiang (jap. シェン＝シアン Shen Shian)

Seiyū: Natsuki Hanae 
- Tatiana (jap. タチアナ Tachiana)

Seiyū: Rie Kugimiya 
- Top Bull Sparx (jap. トップ＝ブル＝スパークス Toppu Buru Supākusu)

Seiyū: Nobuhiko Okamoto 
- Nico Vorgeil (jap. ニコ＝フォーゲイル Niko Fōgeiru)

Seiyū: Kōji Yusa 
- Gina Chamber (jap. ジーナチェンバー Jīna Chenbā)

Seiyū: Aoi Yūki 
- Void Volks (jap. ボイド＝ボルクス Boido Borukusu)

Seiyū: Kenji Nomura 
- Billy Alfred (jap. ビリー Birī)

Seiyū: Rikiya Koyama 
- Apocalypse (jap. 黙示録 Apokaripusu)

Seiyū: Tomokazu Sugita 

## Manga
Seria była publikowana od 20 stycznia 2020 do 27 stycznia 2025 w magazynie „Shūkan Shōnen Jump”. Wydawnictwo Shūeisha zebrało jej rozdziały w 27 tankōbonach, które były wydawane od 3 kwietnia 2020 do 4 kwietnia 2025.
| Nr | Data wydania (język japoński) | ISBN (język japoński)  |
| -- | ----------------------------- | ---------------------- |
| 1  | 3 kwietnia 2020               | ISBN 978-4-08-882310-2 |
| 2  | 4 czerwca 2020                | ISBN 978-4-08-882330-0 |
| 3  | 4 września 2020               | ISBN 978-4-08-882404-8 |
| 4  | 4 grudnia 2020                | ISBN 978-4-08-882472-7 |
| 5  | 4 marca 2021                  | ISBN 978-4-08-882549-6 |
| 6  | 30 kwietnia 2021              | ISBN 978-4-08-882596-0 |
| 7  | 2 lipca 2021                  | ISBN 978-4-08-882713-1 |
| 8  | 4 października 2021           | ISBN 978-4-08-882796-4 |
| 9  | 3 grudnia 2021                | ISBN 978-4-08-882874-9 |
| 10 | 4 marca 2022                  | ISBN 978-4-08-883035-3 |
| 11 | 2 maja 2022                   | ISBN 978-4-08-883096-4 |
| 12 | 4 lipca 2022                  | ISBN 978-4-08-883162-6 |
| 13 | 2 września 2022               | ISBN 978-4-08-883228-9 |
| 14 | 2 grudnia 2022                | ISBN 978-4-08-883386-6 |
| 15 | 3 lutego 2023                 | ISBN 978-4-08-883425-2 |
| 16 | 2 maja 2023                   | ISBN 978-4-08-883491-7 |
| 17 | 4 lipca 2023                  | ISBN 978-4-08-883565-5 |
| 18 | 4 października 2023           | ISBN 978-4-08-883664-5 |
| 19 | 4 grudnia 2023                | ISBN 978-4-08-883786-4 |
| 20 | 2 lutego 2024                 | ISBN 978-4-08-883816-8 |
| 21 | 2 maja 2024                   | ISBN 978-4-08-884020-8 |
| 22 | 2 sierpnia 2024               | ISBN 978-4-08-884130-4 |
| 23 | 4 października 2024           | ISBN 978-4-08-884208-0 |
| 24 | 4 stycznia 2025               | ISBN 978-4-08-884390-2 |
| 25 | 4 lutego 2025                 | ISBN 978-4-08-884393-3 |
| 26 | 4 kwietnia 2025               | ISBN 978-4-08-884411-4 |
| 27 | 4 kwietnia 2025               | ISBN 978-4-08-884412-1 |

## Powieści
Powieść autorstwa Sawako Hirabayashi, zatytułowana Undead Unluck: Fuzoroi na Union no nichijō (jap. アンデッドアンラック　不揃いなユニオンの日常), została wydana 3 lutego 2023. Druga książka tej samej autorki, zatytułowana Undead Unluck: Romantic na hiteisha no kyūjitsu (jap. アンデッドアンラック ロマンチックな否定者の休日) ukazała się 4 października 2023.

## Anime
W sierpniu 2022 ogłoszono, że seria otrzyma adaptację w formie telewizyjnego serialu anime wyprodukowanego przez studio TMS Entertainment i zanimowanego przez David Production. Reżyserem serialu jest Yuki Yase, projekty postaci wykonał Hideyuki Morioka, a muzykę skomponował Kenichiro Suehiro. Seria była emitowana od 7 października 2023 do 23 marca 2024 w bloku programowym Super Animeism na antenach MBS i TBS. W Polsce seria jest dostępna w wersji z napisami na platformie Disney+ od 13 grudnia 2023.

### Ścieżka dźwiękowa
| Nr             | Tytuł                         | Wykonawcy  | Źródło   |
| Czołówka       | Czołówka                      | Czołówka   | Czołówka |
| -------------- | ----------------------------- | ---------- | -------- |
| 1              | „01”                          | Queen Bee  | [ 41 ]   |
| 2              | „Love Call”                   | Shiyui     | [ 42 ]   |
| Napisy końcowe |                               |            |          |
| 1              | „Know Me...”                  | Kairi Yagi | [ 41 ]   |
| 2              | „Kono ai ni kanau mon wa nai” | Okamoto’s  | [ 42 ]   |

### Lista odcinków
| №  | Tytuł                                                                                 | Reżyseria                     | Scenariusz     | Premiera             |
| -- | ------------------------------------------------------------------------------------- | ----------------------------- | -------------- | -------------------- |
| 1  | Nieumarły i nieszczęście Fushi to fūn (不死と不運)                                    | Yūki Yase                     | Yamato Haijima | 7 października 2023  |
| 2  | Stowarzyszenie Union                                                                  | Tatsuya Kyōgoku               | Yamato Haijima | 14 października 2023 |
| 3  | Jak używać mojej władzy nieszczęścia Watashi no fuun no tsukaikata (私の不運の使い方) | Shinji Nagata                 | Yamato Haijima | 21 października 2023 |
| 4  | Czy kochasz zmianę we mnie? Kawaru watashi wa sukidesu ka? (変わる私は好きですか？)   | Shuntarō Tozawa               | Yamato Haijima | 28 października 2023 |
| 5  | Wspólnie negujemy Wareware wa hitei suru (我々は否定する)                             | Tatsuya Kyōgoku               | Yamato Haijima | 4 listopada 2023     |
| 6  | Psuj Spoil                                                                            | Shinji Nagata                 | Yamato Haijima | 11 listopada 2023    |
| 7  | Marzenie Dream                                                                        | Junya Sanetoshi               | Yamato Haijima | 17 listopada 2023    |
| 8  | Victhor                                                                               | Katsuichi Nakayama            | Yamato Haijima | 25 listopada 2023    |
| 9  | Powrót Return                                                                         | Shuntarō Tozawa               | Yamato Haijima | 2 grudnia 2023       |
| 10 | Wynik Result                                                                          | Tatsuya Kyōgoku               | Sei Tsuguta    | 9 grudnia 2023       |
| 11 | Rio de Janeiro                                                                        | Shō Sugawara                  | Yamato Haijima | 16 grudnia 2023      |
| 12 | Aktywacja Activate                                                                    | Junya Sanetoshi               | Yamato Haijima | 23 grudnia 2023      |
| 13 | Tatiana                                                                               | Shinji Nagata                 | Yamato Haijima | 6 stycznia 2024      |
| 14 | Karmazynowy pocisk Kurimuzon baretto (紅蓮弾)                                         | Tatsuya Kyōgoku               | Yamato Haijima | 13 stycznia 2024     |
| 15 | Podziemie Under                                                                       | Katsuichi Nakayama            | Sei Tsuguta    | 20 stycznia 2024     |
| 16 | Rewolucja Revolution                                                                  | Eiichi Kuboyama               | Yamato Haijima | 27 stycznia 2024     |
| 17 | Kto kogo przechytrzy Outsmart                                                         | Shō Sugawara                  | Yamato Haijima | 3 lutego 2024        |
| 18 | Pobożne życzenia Cry for the Moon                                                     | Tatsuya Kyōgoku               | Sei Tsuguta    | 10 lutego 2024       |
| 19 | Nieumarłość + Nieszczęście Andeddo+Anrakku (あんでっど+あんらっく)                    | Jirō Fujimoto                 | Sei Tsuguta    | 17 lutego 2024       |
| 20 | Anno Un (安野雲)                                                                      | Tatsuya Kyōgoku, Shō Sugawara | Sei Tsuguta    | 24 lutego 2024       |
| 21 | Memento mori                                                                          | Shuntarō Tozawa               | Sei Tsuguta    | 2 marca 2024         |
| 22 | Profil Profile                                                                        | Katsuichi Nakayama            | Yamato Haijima | 9 marca 2024         |
| 23 | Niespodziewana historia Boku no shiranai monogatari (ボクの知らない物語)              | Shō Sugawara, Eiichi Kuboyama | Yamato Haijima | 16 marca 2024        |
| 24 | Dla ciebie ode mnie Kimi ni tsutaware (君に伝われ)                                    | Tatsuya Kyōgoku               | Yamato Haijima | 23 marca 2024        |

## Odbiór
Do września 2022 manga rozeszła się w nakładzie ponad 1,8 miliona egzemplarzy. W 2020 roku zdobyła 6. nagrodę Next Manga Award, zajmując pierwsze miejsce spośród 50 nominowanych z 31 685 głosami. W poradniku Kono manga ga sugoi! (edycja 2021 roku) seria uplasowała się na 14. miejscu w kategorii dla chłopców.